# Angelica Schuyler Church
Angelica Church nata Schuyler (Albany, 20 febbraio 1756 – New York, 13 marzo 1814) è stata la figlia maggiore del Generale della Continental Army, Philip Schuyler, moglie del Membro del Parlamento britannico John Barker Church, sorella di Elizabeth Schuyler Hamilton, moglie di Alexander Hamilton, e di Margarita "Peggy" Schuyler Van Rensselaer.
Era un evidente membro dell'élite sociale dovunque lei vivesse; prima a New York, poi a Parigi, Londra, e di nuovo New York. Il villaggio e la città chiamati "Angelica", entrambi nello Stato di New York, furono chiamati così in suo onore. Alcune delle sue lettere personali scambiate con Thomas Jefferson, Alexander Hamilton, George Washington, e il Marquis de Lafayette sono conservate nella Biblioteca del Congresso.

## Biografia

### Giovinezza
Angelica Schuyler nacque ad Albany, New York; era la più vecchia figlia di Philip Schuyler e Catharine Van Rensselaer Schuyler. Entrambi i genitori erano di ricche famiglie olandesi note fin dai giorni delle colonie. Catharine era una discendente di Kiliaen van Rensselaer, uno dei fondatori dei Nuovi Paesi Bassi. Gli Schuyler erano anche residenti di quarta generazione. Ebbe sette fratelli che vissero fino all'età adulta, tra cui Elizabeth Schuyler Hamilton, Margarita "Peggy" Schuyler Van Rensselaer e Philip Jeremiah Schuyler.
Angelica diventò maggiorenne durante i tempi problematici che portarono alla Guerra d'indipendenza americana, e conobbe molti dei prominenti leader rivoluzionari. Grazie alla classe sociale e allo stato politico di suo padre, la casa degli Schuyler ad Albany era scena di molti incontri e comitati di guerra. Uno dei visitatori, nel 1776, fu John Barker Church, un mercante britannico che guadagnò una fortuna durante la guerra fornendo provviste agli eserciti americani e francesi. Al tempo del loro incontro e seguente corteggiamento, Church era in missione per conto del Congresso continentale per ispezionare i registri di provviste dell'esercito. Sapendo che suo padre non avrebbe benedetto il loro matrimonio per i suoi sospetti sul passato di Church, Angelica e John fuggirono nel 1777. Nel 1783, lei e la sua famiglia se ne andarono in Europa, per poi tornare a New York nel 1797.
Angelica e John ebbero quattro figli insieme. Il più grande, Philip Schuyler Church, lavorò come aiutante di campo per suo cognato Alexander Hamilton.

### Vita in Europa
Dal 1783-85, Angelica e la sua famiglia abitarono a Parigi mentre John compieva i suoi doveri come inviato americano al governo francese. Angelica non fallì mai nell'incantare i famosi, intelligenti uomini che conobbe; ed a Parigi diventò presto amica di Benjamin Franklin, ambasciatore americano in Francia. Fece anche amicizia con il successore di Franklin, Thomas Jefferson, e con Lafayette.
Dopo una breve visita a New York nel 1785, la famiglia s'imbarcò per l'Inghilterra, stabilendosi a Londra. Ora moglie di un uomo benestante, Angelica entrò in un circolo sociale che includeva il Principe del Galles, il leader del partito Whig Charles James Fox, e il drammaturgo Richard Brinsley Sheridan. Diventò anche amica e sponsorizzò il pittore immigrato americano John Trumbull, che continuò a creare alcuni dei più famosi dipinti dei tempi della Guerra d'Indipendenza. Sempre americana nel cuore, Angelica visitò nel 1789 per essere all'inaugurazione di George Washington come primo presidente della nazione.

### Ritorno in America e fondazione di Angelica, N.Y.
John e Angelica Church tornarono finalmente negli Stati Uniti nel 1797 per riunirsi con la sua famiglia a New York. Al posto del capitale, la giovane nazione ripagò il prestito di John Baker Church per finanziare l'esercito Rivoluzionario con 100 000 acri di terra nella parte ovest di New York. Per arrivare a possedere il terreno, suo figlio Philip andò nell'area delle odierne contee di Allegany e Genesee, vicino al confine con Pennsylvania. Philip Church selezionò il terreno specifico, lungo il fiume nel Genesee, con il suo agrimensore Moses Van Campen. Il villaggio fu creato per somigliare a Parigi. Philip chiamò il villaggio Angelica, per onorare sua madre.
Lo storico John S. Minard scrisse dello stabilomento del paese in Allegany County and Its People (1896):
Philip se ne andò per sposare Anna Matilda Stewart, figlia del Generale Walter Stewart (fondatore del Canale Erie e dell'Erie Railroad) a Philadelphia. Per la loro luna di miele, viaggiano all'inizio in barca, poi per zattera lontano quanto Bath, New York, e infine a cavallo alle rive del Genesee River. Costruirono una piccola casa, presto dipinta di bianco e conosciuta come la "casa bianca". Nel 1804, si fecero costruire la loro magione (chiamata "Belvidere"). Si trova ancora sulle rive del Genesee vicino ad Angelica, New York.

## Nella cultura di massa
Angelica è un prominente ruolo nel musical del 2015, nominato ai Tony, Hamilton di Lin-Manuel Miranda. Renée Elise Goldsberry fu la prima ad indossare i panni di Angelica nelle produzioni off-Broadway e Broadway dello show, e vinse un Tony Award per la sua performance. Angelica è ritratta come estremamente acuta ed intelligente, ed appare come personaggio di spicco in canzoni come "Satisfied" e "The Schuyler Sisters". Lo show esplora la sua intensa relazione con Hamilton, includendo riferimenti ad una lettera scritta alla sorella Eliza, moglie di Hamilton, in cui Angelica scrive:
"Se fossi generosa come i vecchi Romani, me lo (riferito a Hamilton) presteresti per un po'".